# Erzbistum Bordeaux
Das Erzbistum Bordeaux (-Bazas) (lateinisch Archidioecesis Burdigalensis (-Bazensis)), bis 1937 Erzbistum Bordeaux, ist ein im Südwesten Frankreichs gelegenes Erzbistum der römisch-katholischen Kirche. Bischofssitz der Erzbischöfe von Bordeaux ist die Kathedrale Saint-André in Bordeaux. Sein heutiges Gebiet entspricht dem Département Gironde.

## Geschichte

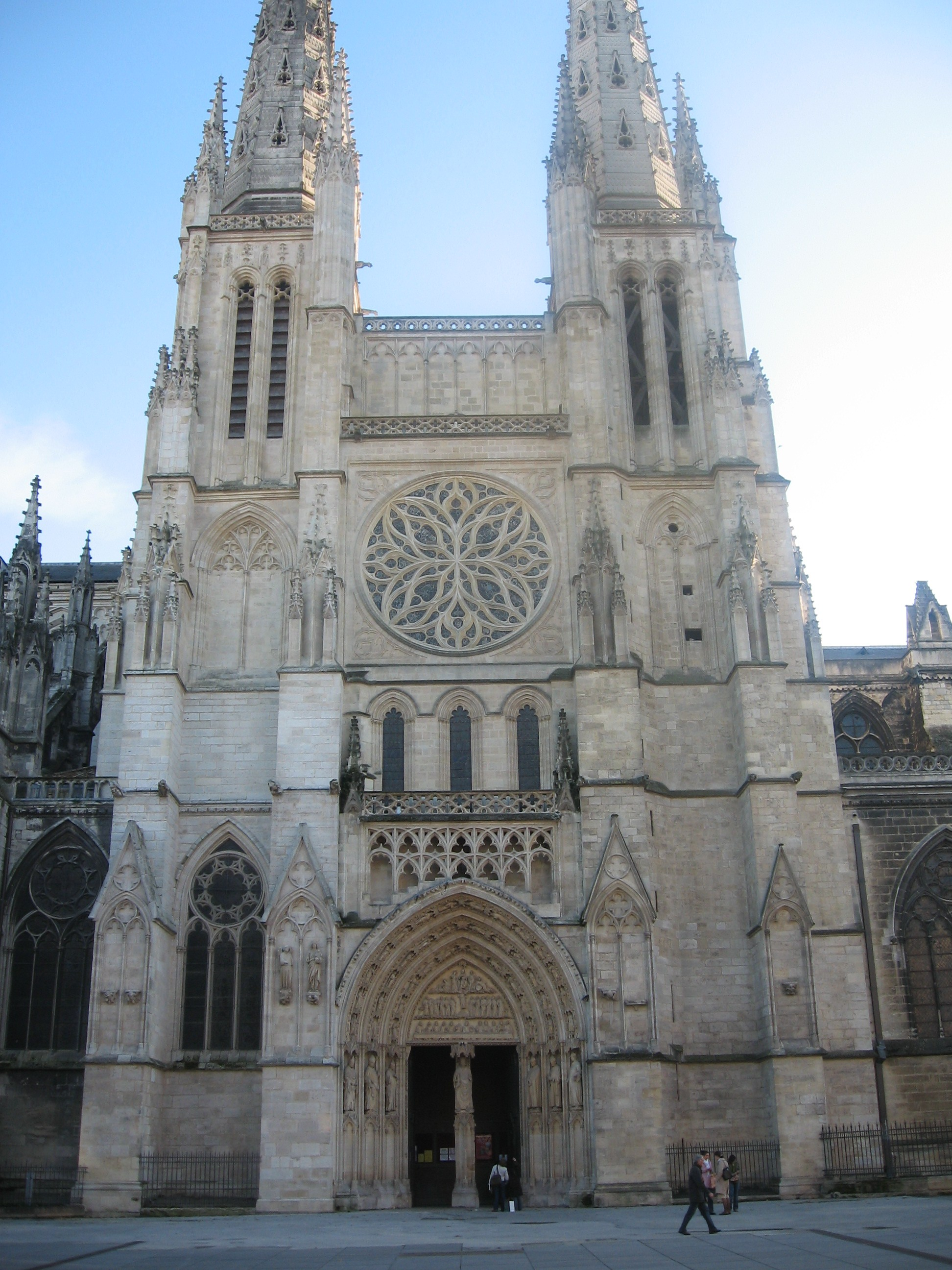
Kathedrale von Bordeaux

Das Bistum wurde im Jahr 314 errichtet und der erste Bischof war Oriental. Die Heiligen Delphin (380–404), Amandus (404–410 und 420–432) und Severin von Köln (410) wirkten als Bischöfe in der Stadt. Im 5. Jahrhundert wurde Bordeaux durch die Westgoten, kurz darauf durch die Franken eingenommen. 732 verwüstete Abd ar-Rahman während seines Feldzugs die Stadt (siehe Schlacht von Tours und Poitiers). Im 9. Jahrhundert fielen die Normannen ein und plünderten die Stadt erneut. Erst danach begann sich Bordeaux zu erholen. Gérard d’Angoulême (de Blaye) war von 1131 bis 1135 erster Erzbischof des Bistums.
Der alten romanischen Bischofskirche folgte die gotische Kathedrale Saint-André, die im 11. bis 14. Jahrhundert erbaut wurde. Sie ist einschiffig und auffallend breit mit einem reich mit Statuen geschmückten, von zwei 50 m hohen Türmen flankierten Portal und dem Glockenturm Peyberland.
1305 wurde Erzbischof Bertrand de Goth als Clemens V. zum Papst gewählt. Im März des Jahres 1309 bestimmte er Avignon zum neuen Sitz der Päpste (siehe Avignonesisches Papsttum). Weitere erwähnenswerte Erzbischöfe waren François Hugotion de Aguzzoni (1389–1412) und Jean du Bellay (1544–1553). In seiner über 30-jährigen Amtszeit wirkte Henry de Béthune ganz im Sinne der tridentinischen Kirchenreform.
Das Erzbistum war auch von den Wirren der Französischen Revolution betroffen, die Kathedrale wurde in eine Scheune umgewandelt. Erzbischof Jérôme Champion de Cicé (seit 1781) wurde durch die Konstitutionellen Bischöfe Pierre Pacareau und Dominique Lacombe zum Amtsverzicht gedrängt, verweigerte diesen aber und emigrierte. Mit der Unterzeichnung des Konkordats von 1801 durch Napoléon und Kardinal Consalvi als Vertreter von Papst Pius VII. gelangte Charles-François d’Aviau Du Bois de Sanzay (1802–1826) in das Amt des Erzbischofs. Ihm folgten Jean-Louis Anne Madelain Lefebvre de Cheverus (1826–1836), François-Auguste-Ferdinand Donnet (1836–1882) und Aimé-Victor-François Guilbert (1883–1889). Erzbischof Victor Lécot (1890–1908) war für sein soziales Engagement, z. B. mit der Schaffung von Arbeiterküchen, und sein Eintreten für die Arbeiterklasse bekannt. Sein Nachfolger Pierre-Paulin Andrieu (1909–1935) ging als strikter Vertreter des Antimodernismus in die französische Geschichte ein. Unter Maurice Feltin (1935–1949) erfolgte am 20. November 1937 die Umbenennung in Erzdiözese in Bordeaux (-Bazas); das Bistum Bazas war im Jahr 1802 aufgehoben worden. Feltin, der danach Erzbischof von Paris wurde, folgten Kardinal Paul Richaud (1950–1968), Marius Maziers (1968–1989), Kardinal Pierre Eyt (1989–2001) und Jean-Pierre Ricard (2001–2019), der 2006 zum Kardinal ernannt wurde. Ricards Nachfolger wurde nach einer kurzen Sedisvakanz Jean-Paul James.

## Suffragansitze
Vor 1801
1. Bistum Agen
2. Bistum Angoulême
3. Bistum La Rochelle
4. Bistum Luçon
5. Bistum Périgueux
6. Bistum Poitiers
7. Bistum Saintes
8. Bistum Sarlat

Von 1822 bis 2002
1. Bistum Agen
2. Bistum Angoulême
3. Bistum La Rochelle-Saintes
4. Bistum Luçon
5. Bistum Périgueux
6. Bistum Poitiers

Seit 2002
1. Bistum Agen
2. Bistum Aire und Dax
3. Bistum Bayonne
4. Bistum Périgueux